# No-gi

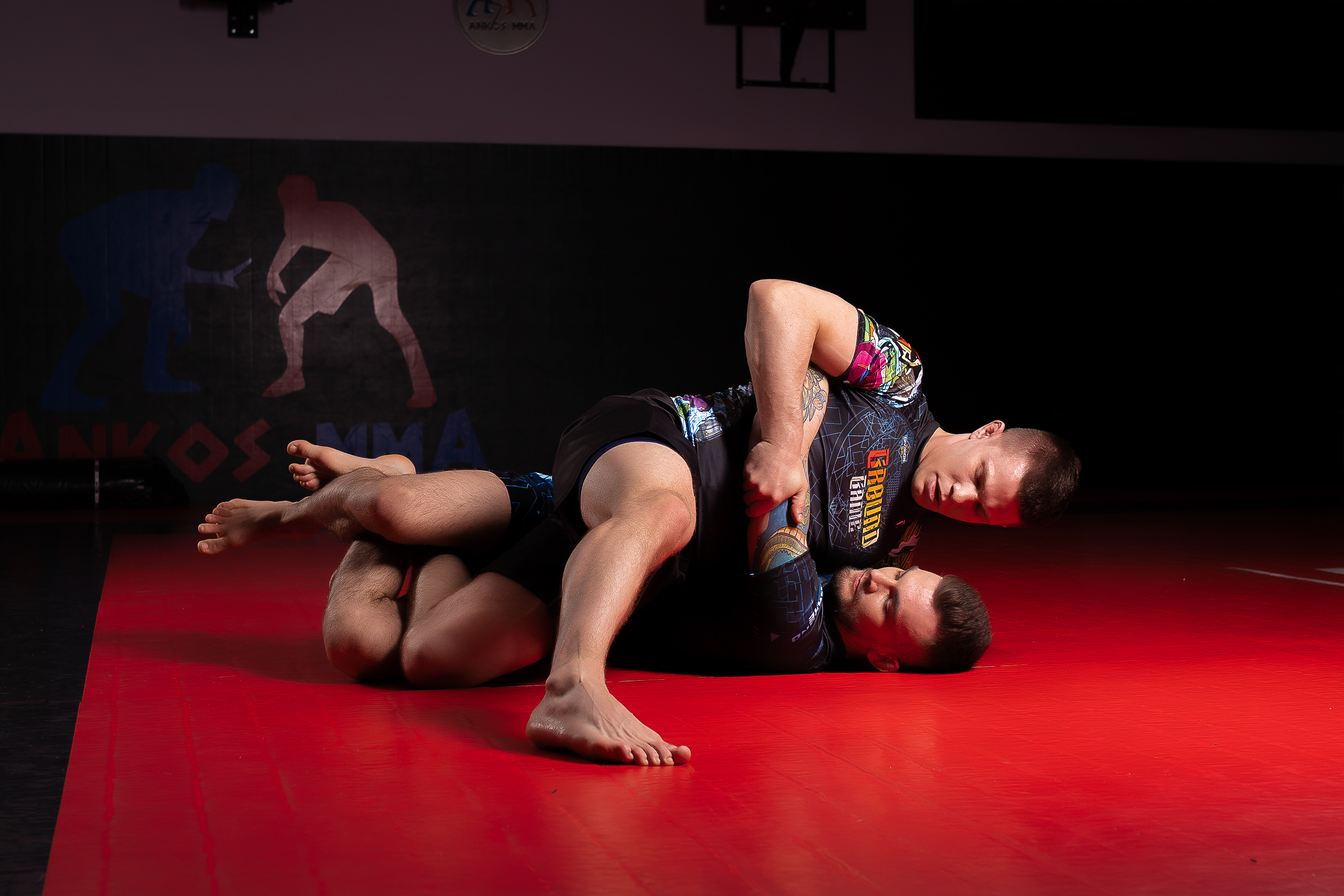
Exemple de prise de jiu-jitsu brésilien en tenue no-gi.

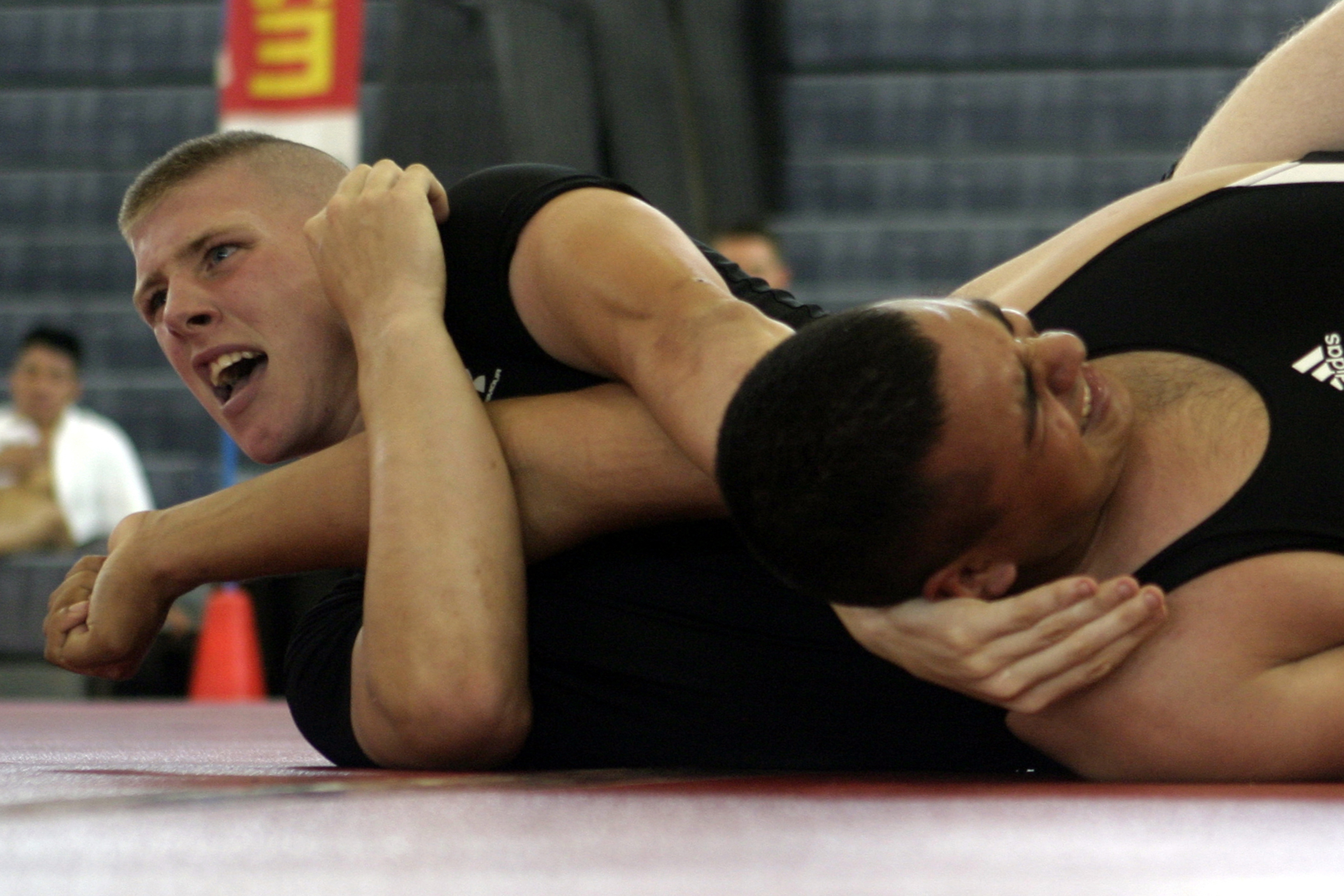
Une clé de bras lors d'un tournoi de grappling en no-gi.

Le no-gi est une forme de combat du jiu-jitsu brésilien et du grappling qui se distingue des formes gi (en) par l'absence de saisie de la tenue de l'adversaire. De ce fait, les combattants de no-gi ne portent pas un keikogi (kimono de combat) mais portent généralement un rashguard (en) de matière élastique (en élasthanne) collé à la peau et assez long pour couvrir la taille des shorts

## Différences avec le jiu-jitsu brésilien en tenue traditionnelle
L'absence de keikogi supprime plusieurs points de contrôle comme les manches ou le col, ce qui rend certaines techniques, gardes traditionnelles et positions inefficaces. De plus, cela réduit la capacité d'un athlète à contrôler durablement le jeu de son adversaire sur des périodes prolongées. Le no-gi est ainsi considéré comme une forme plus dynamique, avec un rythme plus élevé nécessaire pour contrôler efficacement l'adversaire.
Les clés articulaires visant les parties inférieures du corps (genoux, talons et chevilles) sont également beaucoup plus répandues qu'en gi. Le « heel hook » (clé de genou en rotation en français) est ainsi une des soumissions les plus fréquentes, bien que réservée au plus haut niveau à cause des dégâts qu'elle peut causer et de la rapidité avec laquelle elle peut être effectuée.
Il est également plus facile de comprendre les règles et donc d'apprécier un combat en no-gi qu'en gi pour les spectateurs, surtout pour les habitués du MMA, dont la forte croissance de popularité au XXIe siècle explique en partie celle, en parallèle, du no-gi par rapport au gi.

## Athlètes
- Gordon Ryan : grappleur américain considéré comme le plus grand athlète no-gi de tous les temps.
- Marcelo Garcia : grappleur brésilien plusieurs fois champion du monde et médaille d'or ADCC
- Craig Jones : grappleur australien champion du monde et médaille d'argent ADCC
- Lachlan Giles (en) : grappleur et entraineur australien, médaille de bronze ADCC
- Ffion Davies (en) : grappleuse galloise championne du monde et médaille d'or ADCC
- Nick Rodriguez (en) : grappleur américain médaille d'argent ADCC connu pour avoir dominé des adversaires beaucoup plus gradé très tôt dans sa carrière.

## Principales compétitions internationales
- Championnat du monde de jiu-jitsu brésilien no-gi (en)

- Championnat Pan de jiu-jitsu brésilien no-gi (en)

- - En 2024, à Kissimmee, du 19 au 24 mars[5]

- Championnat du monde de grappling no-gi de l'UWW
  - En 2024, à Astana du 7 au 12 octobre[6].